# ریستو ویداکوویچ
ریستو ویداکوویچ (انگلیسی: Risto Vidaković؛ زادهٔ ۵ ژانویهٔ ۱۹۶۹) بازیکن سابق یوگسلاو و مربی فوتبال اهل صربستان است.
از باشگاه‌هایی که در آن بازی کرده‌است می‌توان به باشگاه فوتبال اوساسونا، باشگاه فوتبال ستاره سرخ بلگراد، باشگاه فوتبال رئال بتیس، و باشگاه فوتبال سارایوو اشاره کرد.
وی همچنین در تیم‌های ملی فوتبال یوگسلاوی و صربستان و مونته‌نگرو بازی کرده‌است.